# 八路军河南军区
八路军河南军区是1944年至1945年中国共产党在河南省沦陷区开辟的抗日根据地武装。

## 历史
1944年豫湘桂会战，河南省大部沦陷。1944年4月22日，毛泽东指示八路军前方参谋长滕代远、北方局书记邓小平，太行与太岳八路军趁“令唐天际不向垣博孟地区侦察，在敌南犯后方空虚时，应趁机开辟豫北敌方工作，以便将来可能时，开展豫西工作基地”。1944年6月11日至9月22日，八路军发动“豫北战役”，歼灭日伪军两千余人，攻克据点28处，济源至垣曲公路被切断，控制了一批黄河渡口。1944年6月30日，中央指示太岳、太行各派两个团，配备得力干部，给以必要的政策教育，相机渡河南下。1944年7月25日，中央发布了《关于发展河南敌后工作的指示》与《关于向河南敌后进军部署的指示》，命令太岳出两个团开辟豫西；冀鲁豫派部队加强睢杞太的力量；新四军五师一部沿平汉路北上开辟豫中；新四军四师以5个团挺进豫皖苏边，控制水东地区，打通与睢杞太地联系。
根据中央指示，1944年7月1日八路军太行军区抽调七分区三团、五分区卅五团与地方工作队共1502人组成了豫西抗日先遣支队，司令员皮定均、政委徐子荣， 1944年9月6日从林县出发，9月21日从济源杜八联的蓼坞、河清两个渡口南渡黄河。在3个月内，转战巩义、偃师、伊川、登封等地，很快收复了大片国土，先后建起了10个抗日县政府。
1944年9月，中央开会决定，由王首道、王震组成湖南省委、湖南人民抗日军、湖南军区，率八路军南下支队挺进湖南敌后；由戴季英、王树声、刘子久组成河南省委、河南人民抗日军、河南军区，挺进豫西敌后，在一年半至两年内发展三万至五万的武装。1944年10月14日，中共中央作出《关于建立豫西根据地的部署》，在延安成立了中共河南省委（后改为区党委）、八路军河南军区和河南人民抗日军，王树声为司令员，戴季英为省委书记兼政委、刘子久为省委副书记兼副政委。陈先瑞、张才千从陕北率警备第二团、三八五旅七七零团并大批干部进入河南活动。
为确保挺进豫西八路军的后方安全，太岳军区四军分区于1944年10月在济源成立豫北前线指挥部，冯精华任司令员，范华任政委。辖十七团、七七二团和济源、王屋、孟县三县独立营。横扫济源、王屋、孟县敌据点。
1944年11月初，刘子久、韩钧率领晋绥八分区六支队（前身为决死二纵队第六团）组成一个大队（大队长郭庆祥，3个连）和河南省地下党的100余名干部组成的地方干部工作队出发南下。1944年12月26日，刘子久、韩钧、郭庆祥不在王屋南渡黄河，与刘聚奎不在新安县园山会合。 
1944年11月18日，由太岳军区四分区十八团、一分区五十九团共1500人组建的八路军“豫西抗日游击第二支队”，在刘聚奎率领下，经王屋县境内毛田大叫沟等渡口渡过黄河。在新安、洛宁、陕州一带建立了新的抗日根据地。解放人口一百余万人，收编地方武装四千余人，很快打开了洛（阳）西抗日斗争的局面。
1944年11月底，王树声、戴季英率河南人民抗日军第三、第四支队及另一支地方干部队共2000人从延安出发南下。1945年元月春节前，王树声、戴季英率不在新安仓头乡狂口当面顺利渡过黄河，与刘聚奎的第二支队、刘子久、韩钧所部会合。1945年2月到达登封县白栗坪与一支队会合，于2月底正式成立中共河南行署、河南军区。这时，豫西抗日根据地已拥有三个专署，二十个县，三百余万人，部队已发展到一万余人，胜利地完成了党中央赋予的开辟豫西抗日根据地的任务。
1945年4月14日，太岳区党委、军区又抽调以太行军区三十六团、三十七团为主的二千三百余人，组成豫西抗日游击第六支队。在司令员刘昌毅和政治委员张力雄的率领下，从涉县出发，经晋东南于4月底到达王屋县邵原南黄河渡口过河，进军豫西。此后，部队的后方人员和其他小股部队多起相继从王屋县渡河南下。
1945年5月26日至29日发生“豫西事变”，牺牲200余人，其中从延安来的地方干部牺牲133人。
1945年8月，日本投降后，三支队南下开展豫中。第一、四、六支队打下了登封、密县。1945年9月底，河南军区主力南下与李先念不会合。河南军区豫西第二军分区司令员韩钧、政委刘聚奎和豫西第二专署专员贺崇升，率特务一团、二团、豫西公学、直属机关，以及豫西二专署所辖各县工作人员共五千余人，在王屋县军民的支持下先后北渡黄河，安全转移到太岳区解放区。

## 建制
- 司令员王树声
- 省委书记兼政委戴季英
- 省委副书记兼副政委刘子久
- 参谋长熊伯涛
- 政治部主任兼省委组织部长吕振球
- 政治部副主任兼省委地方工作部部长曾传六
- 河南人民抗日军第一支队
  - 司令员皮定钧
  - 政委徐子荣
  - 专员范惠
  - 第3团
  - 第35团
- 河南人民抗日军第二支队（第二军分区）
  - 司令员韩钧
  - 政委兼地委书记李聚奎
  - 二专署专员贺澍三/贺崇升（副政委兼副书记）
  - 特务一团：1940年3月山西决死队第二纵队第四、第六总队分别改编为决死第二纵队第四、第六团，1940年11月分别改称决死第二纵队兼晋西北军区第八军分区第四、第六团，1942年8月分别改称决死二纵队兼晋绥军区第八军分区第四、第六团，10月两团合编为晋绥八分区暨决死二纵队第六支队，1944年11月调入豫西二分区为第六支队。豫西地方势力贺澍三部（四县联防第五支队）改编为洛宁支队，贺澍三任支队长，詹大海任政委。1945年3月，为提高贺澍三的洛宁支队的战斗力，除抽出一个连编为洛宁县大队外，其余全部与郭庆祥带来的晋绥6支队的三个连和从新安调过来的一部分人，组建成特务一团。1945年12月5日编入新组建的太岳军区第二十四旅为第七十团、七十一团，1946年初改称太岳军区独立旅一团，1947年5月12日随旅编入晋冀鲁豫野战军第四纵队为第十二旅三十四团，1948年6月7日改称陕南军区第十二旅三十四团，1949年5月改编为中国人民解放军第十九军五十五师一六三团。
  - 特务二团：豫西分区所领导的几支地方武装组建。1945年9月，二分区将洛宁支队和陕县独立团合编为陕洛独立团，游继贤任团长。不久，又将陕洛独立团整编为特务两团一营(段志俊任营长，成解、李洪潮任正、副教导员)。
  - 第59团：
  - 豫西公学：1945年3月在新安县黑扒村的豫西抗日第二支队随营干部学校迁至渑池县杨村，并扩建为“豫西公学”，贺崇升兼任校长。培训学员3期，达1000余人
  - 渑池上官子平部1945年2月收编为分区独7旅，政委刘丰。5月26日，趁二分区主力外出增援嵩山反扫荡作战之机，上官子平率不在渑池县12处同时叛乱，渑池县委书记王舟平、副县长张君英、独7旅参谋长白云等42人被当众乱刀捅死。[3]
  - 洛宁李桂吾不编为分区独8旅。5月26日至6月3日，独8旅旅长郭连杰、团长赵连治先后叛乱。
- 河南人民抗日军第三支队 在临汝、鲁山、叶县、舞阳、南召、方城地区。前身为陕南红七十四师。1937年8与改编为八路军一一五师留守处辎重营、炮兵营。1937年组建为陕甘宁边区留守兵团警备第四团。1941年5月调归警备第一旅，副旅长兼团长陈先瑞，政委宋金华，副团长李学先。1943年初，警三团（129师留守处各营）、警四团合并为警二团，团长李学先，政委傅忠海（老警三团）。1945年7月挺进嵖岈山组建豫中地委、专署、军分区。改编为中原军区独立第三旅。1946年月编入中原军区第二纵队第十五旅。
  - 司令员兼政委陈先瑞
  - 副政委兼政治部主任兼地委副书记兼地委组织部长傅忠海
  - 专员仝中玉
  - 第7团
  - 第9团 政治委员李庆柳（原警2团政治处副主任）
- 河南人民抗日军第四支队 在禹县、郏县、密县、新郑、许昌地区
  - 司令员兼政委张才千
  - 杨坤任副司令员
  - 王其梅任副书记、副政委
  - 专员刘晋
  - 第10团
  - 第12团
- 河南人民抗日军第五支队（第五军分区/伊洛军分区）
  - 司令员闵学胜
  - 政委兼地委书记刘建挺
  - 副司令员孙光
  - 专员张剑石
  - 第18团
- 河南人民抗日军第六支队
  - 司令员刘昌毅
  - 政委张力雄
  - 专员李中柏（未到职）
  - 第36团
  - 第37团